# Maratona di Lubiana
La Maratona di Lubiana (in sloveno Ljubljanski maraton) è una maratona, organizzata a Lubiana dal Comune di Lubiana. La prima edizione si è svolta nel 1996 e attira diverse migliaia di persone ogni anno. Si svolge tipicamente nell'ultimo fine settimana di ottobre. Oltre alla maratona, c'è una mezza maratona (21 km) ed una mini maratona di (10 km).

## Albo d'oro

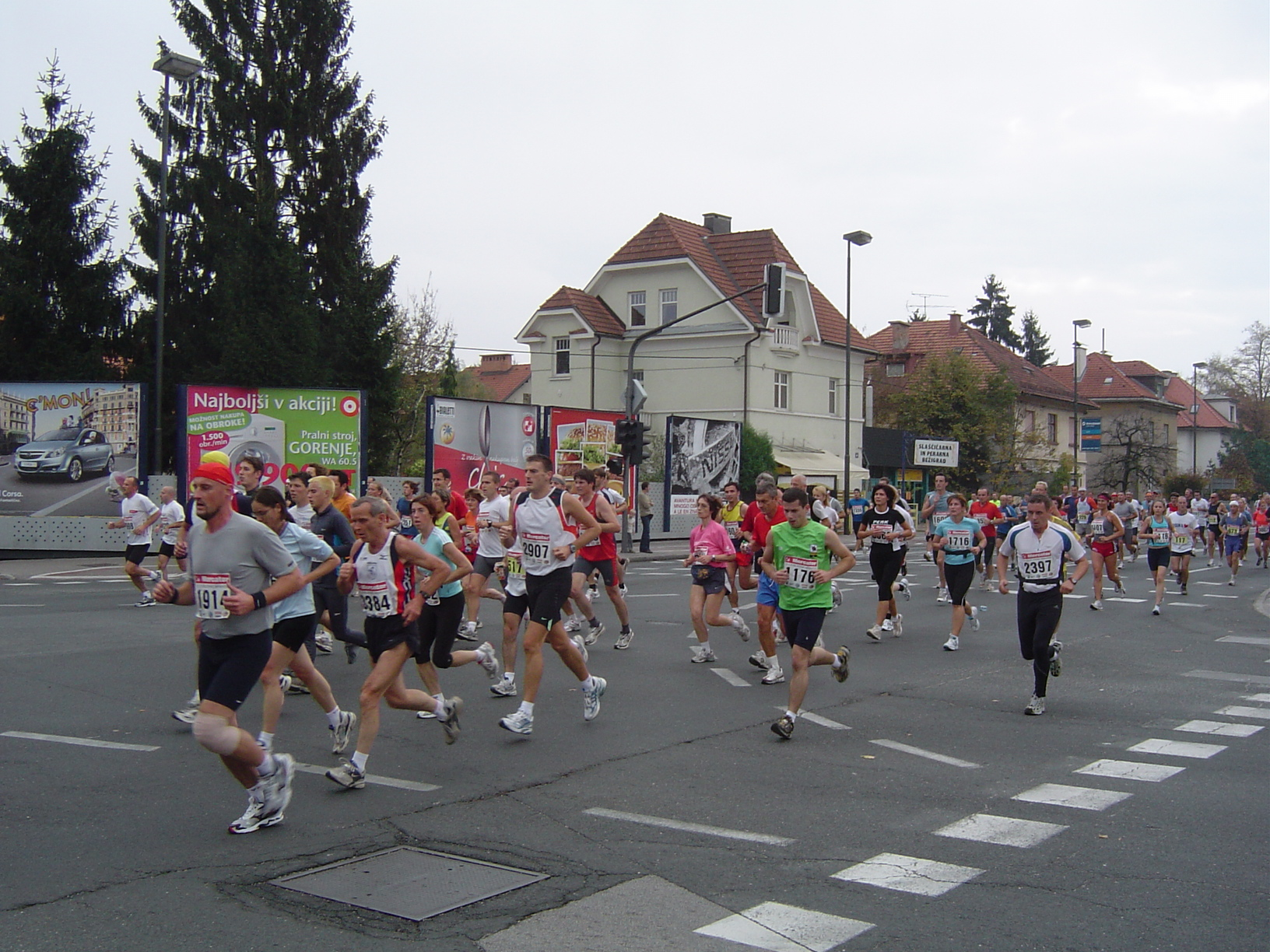
L'undicesima maratona

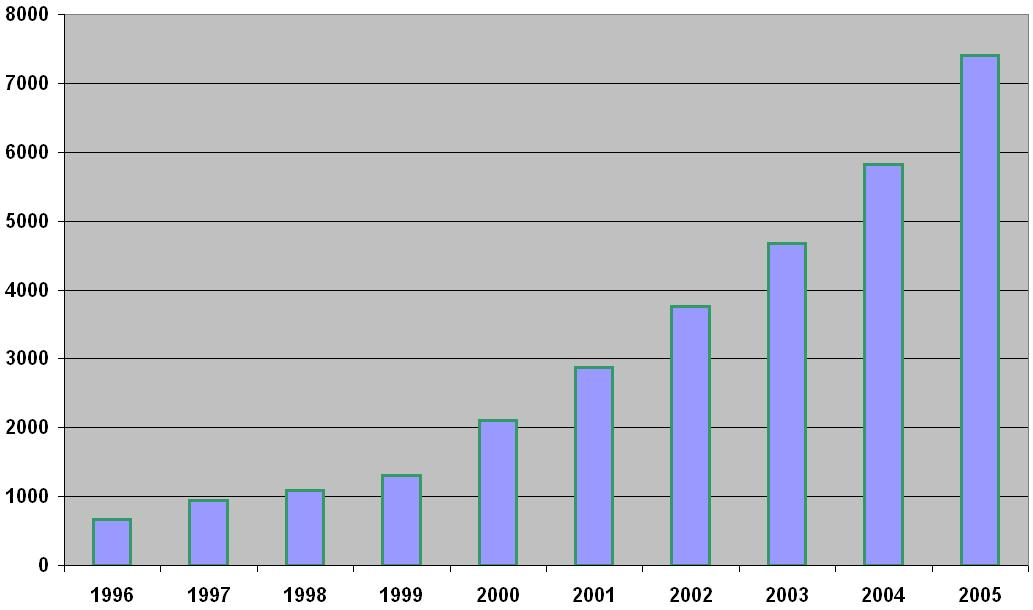
Partecipanti per anno

| Anno | Uomini                       | Tempo (h:m:s) | Donne                         | Tempo (h:m:s) |
| ---- | ---------------------------- | ------------- | ----------------------------- | ------------- |
| 2018 | Sisay Lemma Etiopia          | 2:04:58       | Visiline Jepkesho Kenya       | 2:22:58       |
| 2017 | Marius Kimutai Kenya         | 2:08:33       | Shuko Genemo Etiopia          | 2:27:02       |
| 2016 | Laban Mutai Kenya            | 2:09:16       | Purity Changwony Kenya        | 2:29:32       |
| 2015 | Limenih Getachew Etiopia     | 2:08:19       | Melkam Gizaw Etiopia          | 2:25:42       |
| 2014 | Ishhimael Chemtan Kenya      | 2:08:25       | Janet Rono Kenya              | 2:29:16       |
| 2013 | Mulugeta Wami Etiopia        | 2:10:26       | Caroline Chepkwony Kenya      | 2:27:27       |
| 2012 | Berhanu Shiferaw Etiopia     | 2:09:40       | Worknesh Tola Etiopia         | 2:30:45       |
| 2011 | Daniel Too Kenya             | 2:08:25       | Lydia Kurgat Kenya            | 2:33:01       |
| 2010 | Evans Ruto Kenya             | 2:10:17       | Tiruwork Mekonnen Etiopia     | 2:37:16       |
| 2009 | William Biama Kenya          | 2:10:12       | Caroline Kilel Kenya          | 2:25:24       |
| 2008 | Abraham Mulu Etiopia         | 2:14:41       | Tetyana Mezentseva Ucraina    | 2:37:13       |
| 2007 | Oleksandr Sitkovskyy Ucraina | 2:12:49       | Tetyana Filonyuk Ucraina      | 2:34:58       |
| 2006 | Joachim Nshimirimana Burundi | 2:14:14       | Inga Juodeškiene Lituania     | 3:01:55       |
| 2005 | Samuel Nganga Kenya          | 2:15:47       | Daneja Grandovec Slovenia     | 2:50:42       |
| 2004 | Joachim Nshimirimana Burundi | 2:13:31       | Yelena Razdrogina Russia      | 2:46:30       |
| 2003 | Andriy Naumov Ucraina        | 2:13:58       | Galina Zhulyeva Ucraina       | 2:38:13       |
| 2002 | Andriy Naumov Ucraina        | 2:14:30       | Galina Zhulyeva Ucraina       | 2:39:36       |
| 2001 | Roman Kejžar Slovenia        | 2:22:57       | Nada Rotovnik-Kozjek Slovenia | 3:09:47       |
| 2000 | Patrick Chumba Kenya         | 2:13:35       | Maria Luisa Costetti Italia   | 3:08:38       |
| 1999 | Woliye Jara Etiopia          | 2:20:53       | Lyudmila Petrova Russia       | 2:52:25       |
| 1998 | Piotr Pobłocki Polonia       | 2:18:20       | Helena Javornik Slovenia      | 2:32:33       |
| 1997 | Charles Subano Kenya         | 2:19:28       | Helena Javornik Slovenia      | 2:40:05       |
| 1996 | Roman Kejžar Slovenia        | 2:20:12       | Helena Javornik Slovenia      | 2:37:58       |

## Statistiche
| Nazione  | Uomini | Donne | Totale |
| -------- | ------ | ----- | ------ |
| Kenya    | 9      | 6     | 15     |
| Etiopia  | 5      | 3     | 8      |
| Ucraina  | 3      | 4     | 7      |
| Slovenia | 2      | 5     | 7      |
| Russia   | 0      | 2     | 2      |
| Burundi  | 0      | 2     | 2      |
| Polonia  | 1      | 0     | 1      |
| Lituania | 0      | 1     | 1      |
| Italia   | 0      | 1     | 1      |